# Wereldkampioenschappen alpineskiën 2021
De Wereldkampioenschappen alpineskiën 2021 werden van 8 tot en met 21 februari 2021 gehouden in Cortina d'Ampezzo. Er stonden dertien onderdelen op het programma, zes voor mannen en zes vrouwen plus een gemengde landenwedstrijd.
Nieuw op het programma is de parallelreuzenslalom voor mannen en vrouwen.

## Wedstrijdschema
| Datum       | Lokale tijd   | Mannen            | Vrouwen           |
| ----------- | ------------- | ----------------- | ----------------- |
| 08 februari | 11:00 / 14:30 |                   | Alpine combinatie |
| 09 februari | 13:00 / 10:30 | Super G           | Super G           |
| 10 februari | 10:00 / 13:30 | Alpine combinatie |                   |
| 11 februari | 13:00 / 10:45 | Super G           | Super G           |
| 13 februari | 11:00         |                   | Afdaling          |
| 14 februari | 11:00         | Afdaling          |                   |
| 15 februari | n.n.b         | Alpine combinatie | Alpine combinatie |
| 16 februari | 09:00 / 14:00 | Parallel          | Parallel          |
| 17 februari | 12:15         | Landenwedstrijd   | Landenwedstrijd   |
| 18 februari | 10:00 / 13:30 |                   | Reuzenslalom      |
| 19 februari | 10:00 / 13:30 | Reuzenslalom      |                   |
| 20 februari | 10:00 / 13:30 |                   | Slalom            |
| 21 februari | 10:00 / 13:30 | Slalom            |                   |

## Medailles

### Mannen
| Onderdeel         | Goud                             | Goud                     | Zilver                      | Zilver               | Brons                          | Brons                     |
| ----------------- | -------------------------------- | ------------------------ | --------------------------- | -------------------- | ------------------------------ | ------------------------- |
| Alpine combinatie | Marco Schwarz Oostenrijk         | 2.05,86                  | Alexis Pinturault Frankrijk | 2.05,90              | Loïc Meillard Zwitserland      | 2.06,98                   |
| Afdaling          | Vincent Kriechmayr Oostenrijk    | 1.37,79                  | Andreas Sander Duitsland    | 1.37,80              | Beat Feuz Zwitserland          | 1.37,97                   |
| Reuzenslalom      | Mathieu Faivre Frankrijk         | 2.37,25                  | Luca de Aliprandini Italië  | 2.37,88              | Marco Schwarz Oostenrijk       | 2.38,12                   |
| Slalom            | Sebastian Foss-Solevåg Noorwegen | 1.46,48                  | Adrian Pertl Oostenrijk     | 1.46,69              | Henrik Kristoffersen Noorwegen | 1.46,94                   |
| Super G           | Vincent Kriechmayr Oostenrijk    | 1.19,41                  | Romed Baumann Duitsland     | 1.19,48              | Alexis Pinturault Frankrijk    | 1.19,79                   |
| Parallel          | Mathieu Faivre Frankrijk         | Mathieu Faivre Frankrijk | Filip Zubčić Kroatië        | Filip Zubčić Kroatië | Loïc Meillard Zwitserland      | Loïc Meillard Zwitserland |

### Vrouwen
| Onderdeel         | Goud                              | Goud                 | Zilver                            | Zilver  | Brons                             | Brons                  |
| ----------------- | --------------------------------- | -------------------- | --------------------------------- | ------- | --------------------------------- | ---------------------- |
| Alpine combinatie | Mikaela Shiffrin Verenigde Staten | 2.07,22              | Petra Vlhová Slowakije            | 2.08,08 | Michelle Gisin Zwitserland        | 2.08,11                |
| Afdaling          | Corinne Suter Zwitserland         | 1.34,27              | Kira Weidle Duitsland             | 1.34,47 | Lara Gut-Behrami Zwitserland      | 1.34,64                |
| Reuzenslalom      | Lara Gut-Behrami Zwitserland      | 2.30,66              | Mikaela Shiffrin Verenigde Staten | 2.30,68 | Katharina Liensberger Oostenrijk  | 2.30,75                |
| Slalom            | Katharina Liensberger Oostenrijk  | 1.39,50              | Petra Vlhová Slowakije            | 1.40,50 | Mikaela Shiffrin Verenigde Staten | 1.41,48                |
| Super G           | Lara Gut-Behrami Zwitserland      | 1.25,51              | Corinne Suter Zwitserland         | 1.25,85 | Mikaela Shiffrin Verenigde Staten | 1.25,98                |
| Parallel          | Marta Bassino Italië              | Marta Bassino Italië |                                   |         | Tessa Worley Frankrijk            | Tessa Worley Frankrijk |
| Parallel          | Katharina Liensberger Oostenrijk  |                      |                                   |         | Tessa Worley Frankrijk            | Tessa Worley Frankrijk |

### Gemengd
| Onderdeel       | Goud | Goud | Zilver | Zilver | Brons                                                                                              | Brons                                                                                              |
| --------------- | --- | --- | --- | --- | -------------------------------------------------------------------------------------------------- | -------------------------------------------------------------------------------------------------- |
| Landenwedstrijd | Noorwegen Sebastian Foss-Solevåg Kristina Riis-Johannesen Fabian Wilkens Solheim Thea Louise Stjernesund Reserve Kristin Lysdahl | Noorwegen Sebastian Foss-Solevåg Kristina Riis-Johannesen Fabian Wilkens Solheim Thea Louise Stjernesund Reserve Kristin Lysdahl | Zweden Estelle Alphand Sara Hector Kristoffer Jakobsen Mattias Rönngren Reserves William Hansson Jonna Luthman | Zweden Estelle Alphand Sara Hector Kristoffer Jakobsen Mattias Rönngren Reserves William Hansson Jonna Luthman | Duitsland Emma Aicher Andrea Filser Stefan Luitz Alexander Schmid Reserves Lena Dürr Linus Straßer | Duitsland Emma Aicher Andrea Filser Stefan Luitz Alexander Schmid Reserves Lena Dürr Linus Straßer |

### Medailleklassement
| Plaats | Land             | Goud | Zilver | Brons | Totaal |
| 1      | Oostenrijk       | 5    | 1      | 2     | 8      |
| 2      | Zwitserland      | 3    | 1      | 5     | 9      |
| 3      | Frankrijk        | 2    | 1      | 2     | 5      |
| 4      | Noorwegen        | 2    | 0      | 1     | 3      |
| 5      | Verenigde Staten | 1    | 1      | 2     | 4      |
| 6      | Italië           | 1    | 1      | 0     | 2      |
| 7      | Duitsland        | 0    | 3      | 1     | 4      |
| 8      | Slowakije        | 0    | 2      | 0     | 2      |
| 9      | Kroatië          | 0    | 1      | 0     | 1      |
| 9      | Zweden           | 0    | 1      | 0     | 1      |
| Totaal | Totaal           | 14   | 12     | 13    | 39     |

## Uitslagen

### Alpine combinatie
| Mannen | Mannen                | Mannen | Mannen  |
| #      | Naam                  | Land   | Tijd    |
| ------ | --------------------- | ------ | ------- |
| Goud   | Marco Schwarz         | AUT    | 2.05,86 |
| Zilver | Alexis Pinturault     | FRA    | + 0,04  |
| Brons  | Loïc Meillard         | SUI    | + 1,12  |
| 4      | James Crawford        | CAN    | + 1,33  |
| 5      | Simon Jocher          | GER    | + 2,46  |
| 6      | Victor Muffat-Jeandet | FRA    | + 3,19  |
| 7      | Riccardo Tonetti      | ITA    | + 3,53  |
| 8      | Justin Murisier       | SUI    | + 3,68  |
| 9      | Jan Zabystřan         | CZE    | + 3,83  |
| 10     | Trevor Philp          | CAN    | + 3,86  |

| Vrouwen | Vrouwen            | Vrouwen | Vrouwen |
| #       | Naam               | Land    | Tijd    |
| ------- | ------------------ | ------- | ------- |
| Goud    | Mikaela Shiffrin   | USA     | 2.07,22 |
| Zilver  | Petra Vlhová       | SVK     | + 0,86  |
| Brons   | Michelle Gisin     | SUI     | + 0,89  |
| 4       | Elena Curtoni      | ITA     | + 2,35  |
| 5       | Ramona Siebenhofer | AUT     | + 2,81  |
| 6       | Marta Bassino      | ITA     | + 3,54  |
| 7       | Laura Gauché       | FRA     | + 3,64  |
| 8       | Ester Ledecká      | CZE     | + 4,12  |
| 9       | Ragnhild Mowinckel | NOR     | + 4,93  |
| 10      | Maruša Ferk        | SLO     | + 5,04  |

### Afdaling
| Mannen | Mannen              | Mannen | Mannen  |
| #      | Naam                | Land   | Tijd    |
| ------ | ------------------- | ------ | ------- |
| Goud   | Vincent Kriechmayr  | AUT    | 1.37,79 |
| Zilver | Andreas Sander      | GER    | + 0,01  |
| Brons  | Beat Feuz           | SUI    | + 0,18  |
| 4      | Marco Odermatt      | SUI    | + 0,65  |
| 4      | Dominik Paris       | ITA    | + 0,65  |
| 6      | Christof Innerhofer | ITA    | + 0,90  |
| 7      | Nils Allègre        | FRA    | + 0,97  |
| 8      | Kjetil Jansrud      | NOR    | + 1,02  |
| 9      | Carlo Janka         | SUI    | + 1,08  |
| 10     | Henrik Røa          | NOR    | + 1,10  |
| 10     | Bryce Bennett       | USA    | + 1,10  |

| Vrouwen | Vrouwen            | Vrouwen | Vrouwen |
| #       | Naam               | Land    | Tijd    |
| ------- | ------------------ | ------- | ------- |
| Goud    | Corinne Suter      | SUI     | 1.34,27 |
| Zilver  | Kira Weidle        | GER     | + 0,20  |
| Brons   | Lara Gut-Behrami   | SUI     | + 0,37  |
| 4       | Ester Ledecká      | CZE     | + 0,44  |
| 5       | Michelle Gisin     | SUI     | + 0,50  |
| 5       | Ramona Siebenhofer | AUT     | + 0,50  |
| 7       | Tamara Tippler     | AUT     | + 0,54  |
| 8       | Elena Curtoni      | ITA     | + 0,83  |
| 9       | Breezy Johnson     | USA     | + 0,90  |
| 10      | Ragnhild Mowinckel | NOR     | + 0,99  |

### Reuzenslalom
| Mannen | Mannen               | Mannen | Mannen  |
| #      | Naam                 | Land   | Tijd    |
| ------ | -------------------- | ------ | ------- |
| Goud   | Mathieu Faivre       | FRA    | 2.37,25 |
| Zilver | Luca de Aliprandini  | ITA    | + 0,63  |
| Brons  | Marco Schwarz        | AUT    | + 0,87  |
| 4      | Filip Zubčić         | CRO    | + 1,59  |
| 5      | Loïc Meillard        | SUI    | + 1,77  |
| 6      | Žan Kranjec          | SLO    | + 1,83  |
| 7      | Stefan Luitz         | GER    | + 1,99  |
| 8      | Adam Žampa           | SVK    | + 2,48  |
| 9      | Henrik Kristoffersen | NOR    | + 2,53  |
| 10     | Roland Leitinger     | AUT    | + 2,87  |

| Vrouwen | Vrouwen                 | Vrouwen | Vrouwen |
| #       | Naam                    | Land    | Tijd    |
| ------- | ----------------------- | ------- | ------- |
| Goud    | Lara Gut-Behrami        | SUI     | 2.30,66 |
| Zilver  | Mikaela Shiffrin        | USA     | + 0,02  |
| Brons   | Katharina Liensberger   | AUT     | + 0,09  |
| 4       | Alice Robinson          | NZL     | + 0,73  |
| 5       | Ramona Siebenhofer      | AUT     | + 1,26  |
| 6       | Maryna Gąsienica-Daniel | POL     | + 1,53  |
| 7       | Tessa Worley            | FRA     | + 1,64  |
| 8       | Wendy Holdener          | SUI     | + 1,68  |
| 9       | Ragnhild Mowinckel      | NOR     | + 1,70  |
| 10      | Nina O'Brien            | USA     | + 1,80  |

### Slalom
| Mannen | Mannen                 | Mannen | Mannen  |
| #      | Naam                   | Land   | Tijd    |
| ------ | ---------------------- | ------ | ------- |
| Goud   | Sebastian Foss-Solevåg | NOR    | 1.46,48 |
| Zilver | Adrian Pertl           | AUT    | + 0,21  |
| Brons  | Henrik Kristoffersen   | NOR    | + 0,46  |
| 4      | Alex Vinatzer          | ITA    | + 1,20  |
| 5      | Daniel Yule            | SUI    | + 1,22  |
| 6      | Istok Rodeš            | CRO    | + 1,36  |
| 7      | Štefan Hadalin         | SLO    | + 1,50  |
| 7      | Alexis Pinturault      | FRA    | + 1,50  |
| 9      | Michael Matt           | AUT    | + 1,56  |
| 10     | Armand Marchant        | BEL    | + 1,74  |

| Vrouwen | Vrouwen               | Vrouwen | Vrouwen |
| #       | Naam                  | Land    | Tijd    |
| ------- | --------------------- | ------- | ------- |
| Goud    | Katharina Liensberger | AUT     | 1.39,50 |
| Zilver  | Petra Vlhová          | SVK     | + 1,00  |
| Brons   | Mikaela Shiffrin      | USA     | + 1,98  |
| 4       | Wendy Holdener        | SUI     | + 2,34  |
| 5       | Andreja Slokar        | SLO     | + 2,67  |
| 6       | Chiara Mair           | AUT     | + 2,75  |
| 7       | Kristin Lysdahl       | NOR     | + 2,94  |
| 8       | Camille Rast          | SUI     | + 3,09  |
| 9       | Ana Bucik             | SLO     | + 3,39  |
| 10      | Asa Ando              | JPN     | + 3,42  |

### Super G
| Mannen | Mannen             | Mannen | Mannen  |
| #      | Naam               | Land   | Tijd    |
| ------ | ------------------ | ------ | ------- |
| Goud   | Vincent Kriechmayr | AUT    | 1.19,41 |
| Zilver | Romed Baumann      | GER    | + 0,07  |
| Brons  | Alexis Pinturault  | FRA    | + 0,38  |
| 4      | Brodie Seger       | CAN    | + 0,42  |
| 5      | Dominik Paris      | ITA    | + 0,55  |
| 6      | Matthias Mayer     | AUT    | + 0,60  |
| 7      | Mathieu Bailet     | FRA    | + 0,72  |
| 8      | Travis Ganong      | USA    | + 0,75  |
| 9      | Andreas Sander     | GER    | + 0,88  |
| 10     | Beat Feuz          | SUI    | + 0,93  |

| Vrouwen | Vrouwen              | Vrouwen | Vrouwen |
| #       | Naam                 | Land    | Tijd    |
| ------- | -------------------- | ------- | ------- |
| Goud    | Lara Gut-Behrami     | SUI     | 1.25,51 |
| Zilver  | Corinne Suter        | SUI     | + 0,34  |
| Brons   | Mikaela Shiffrin     | USA     | + 0,47  |
| 4       | Ester Ledecká        | CZE     | + 0,53  |
| 5       | Kajsa Vickhoff Lie   | NOR     | + 0,65  |
| 6       | Marie-Michèle Gagnon | CAN     | + 0,78  |
| 7       | Tamara Tippler       | AUT     | + 0,87  |
| 8       | Michelle Gisin       | SUI     | + 0,89  |
| 9       | Petra Vlhová         | SVK     | + 0,90  |
| 10      | Federica Brignone    | ITA     | + 1,09  |

### Parallel
Mannen
| Achtste finale | Achtste finale      | Achtste finale |  |  | Kwartfinale | Kwartfinale         | Kwartfinale |  |  | Halve finale | Halve finale     | Halve finale |  |           | Finale    | Finale           | Finale |
|                |                     |                |  |  |             |                     |             |  |  |              |                  |              |  |           |           |                  |        |
| 1              | Loïc Meillard       |                |  |  |             |                     |             |  |  |              |                  |              |  |           |           |                  |        |
| 16             | Ivan Koeznetsov     | + 2,23         |  |  | 1           | Loïc Meillard       |             |  |  |              |                  |              |  |           |           |                  |        |
| 8              | Linus Straßer       |                |  |  | 8           | Linus Straßer       | + 0,24      |  |  |              |                  |              |  |           |           |                  |        |
| 9              | Timon Haugan        | DNS            |  |  |             |                     |             |  |  | 1            | Loïc Meillard    | + 0,02       |  |           |           |                  |        |
| 5              | Žan Kranjec         | + 0,09         |  |  |             |                     |             |  |  | 13           | Filip Zubčić     |              |  |           |           |                  |        |
| 12             | River Radamus       |                |  |  | 12          | River Radamus       | + 0,62      |  |  |              |                  |              |  |           |           |                  |        |
| 4              | Stefan Luitz        | + 0,20         |  |  | 13          | Filip Zubčić        |             |  |  |              |                  |              |  |           |           |                  |        |
| 13             | Filip Zubčić        |                |  |  |             |                     |             |  |  |              |                  |              |  |           | 13        | Filip Zubčić     | + 0,48 |
| 3              | Alexander Schmid    |                |  |  |             |                     |             |  |  |              |                  |              |  |           | 10        | Mathieu Faivre   |        |
| 14             | Štefan Hadalin      | + 0,08         |  |  | 3           | Alexander Schmid    |             |  |  |              |                  |              |  |           |           |                  |        |
| 6              | Marco Odermatt      | + 0,01         |  |  | 11          | Luca de Aliprandini | + 0,06      |  |  |              |                  |              |  |           |           |                  |        |
| 11             | Luca de Aliprandini |                |  |  |             |                     |             |  |  | 3            | Alexander Schmid | + 1,39       |  |           |           |                  |        |
| 7              | Samu Torsti         | + 0,55         |  |  |             |                     |             |  |  | 10           | Mathieu Faivre   |              |  |           |           |                  |        |
| 10             | Mathieu Faivre      |                |  |  | 10          | Mathieu Faivre      |             |  |  |              |                  |              |  | 3e plaats | 3e plaats | 3e plaats        |        |
| 2              | Fabio Gstrein       |                |  |  | 2           | Fabio Gstrein       | + 0,02      |  |  |              |                  |              |  |           | 1         | Loïc Meillard    |        |
| 15             | Matthias Rönngren   | DNF            |  |  |             |                     |             |  |  |              |                  |              |  |           | 3         | Alexander Schmid | DNF    |

Vrouwen
| Achtste finale | Achtste finale          | Achtste finale |  |  | Kwartfinale | Kwartfinale             | Kwartfinale |  |  | Halve finale | Halve finale          | Halve finale |  |           | Finale    | Finale                | Finale |
|                |                         |                |  |  |             |                         |             |  |  |              |                       |              |  |           |           |                       |        |
| 1              | Wendy Holdener          |                |  |  |             |                         |             |  |  |              |                       |              |  |           |           |                       |        |
| 16             | Nina O'Brien            | + 0,19         |  |  | 1           | Wendy Holdener          | + 0,36      |  |  |              |                       |              |  |           |           |                       |        |
| 8              | Stephanie Brunner       | + 0,14         |  |  | 9           | Paula Moltzan           |             |  |  |              |                       |              |  |           |           |                       |        |
| 9              | Paula Moltzan           |                |  |  |             |                         |             |  |  | 9            | Paula Moltzan         | + 1,47       |  |           |           |                       |        |
| 5              | Maryna Gąsienica-Daniel |                |  |  |             |                         |             |  |  | 4            | Katharina Liensberger |              |  |           |           |                       |        |
| 12             | Estelle Alphand         | + 0,09         |  |  | 5           | Maryna Gąsienica-Daniel | + 0,45      |  |  |              |                       |              |  |           |           |                       |        |
| 4              | Katharina Liensberger   |                |  |  | 4           | Katharina Liensberger   |             |  |  |              |                       |              |  |           |           |                       |        |
| 13             | Alex Tilley             | + 0,77         |  |  |             |                         |             |  |  |              |                       |              |  |           | 4         | Katharina Liensberger | 0,00   |
| 3              | Tina Robnik             |                |  |  |             |                         |             |  |  |              |                       |              |  |           | 15        | Marta Bassino         | 0,00   |
| 14             | Piera Hudson            | + 0,62         |  |  | 3           | Tina Robnik             | + 0,26      |  |  |              |                       |              |  |           |           |                       |        |
| 6              | Coralie Frasse Sombet   | + 0,56         |  |  | 11          | Tessa Worley            |             |  |  |              |                       |              |  |           |           |                       |        |
| 11             | Tessa Worley            |                |  |  |             |                         |             |  |  | 11           | Tessa Worley          | + 0,00       |  |           |           |                       |        |
| 7              | Andrea Filser           | + 0,43         |  |  |             |                         |             |  |  | 15           | Marta Bassino         |              |  |           |           |                       |        |
| 10             | Federica Brignone       |                |  |  | 10          | Federica Brignone       | + 0,12      |  |  |              |                       |              |  | 3e plaats | 3e plaats | 3e plaats             |        |
| 2              | Meta Hrovat             | + 0,81         |  |  | 15          | Marta Bassino           |             |  |  |              |                       |              |  |           | 9         | Paula Moltzan         | + 1,18 |
| 15             | Marta Bassino           |                |  |  |             |                         |             |  |  |              |                       |              |  |           | 11        | Tessa Worley          |        |

### Landenwedstrijd
| Achtste finale | Achtste finale         | Achtste finale |  |  | Kwartfinale | Kwartfinale      | Kwartfinale |  |  | Halve finale | Halve finale | Halve finale |  |           | Finale    | Finale      | Finale |
|                |                        |                |  |  |             |                  |             |  |  |              |              |              |  |           |           |             |        |
| 1              | Zwitserland            |                |  |  |             |                  |             |  |  |              |              |              |  |           |           |             |        |
|                | Bye                    |                |  |  | 1           | Zwitserland      | 2           |  |  |              |              |              |  |           |           |             |        |
| 8              | Canada                 | 4              |  |  | 8           | Canada           | 2           |  |  |              |              |              |  |           |           |             |        |
| 9              | Tsjechië               | 0              |  |  |             |                  |             |  |  | 1            | Zwitserland  | 2            |  |           |           |             |        |
| 5              | Verenigde Staten       | 2              |  |  |             |                  |             |  |  | 4            | Noorwegen    | 2            |  |           |           |             |        |
| 12             | Russische skifederatie | 2              |  |  | 5           | Verenigde Staten | 2           |  |  |              |              |              |  |           |           |             |        |
| 4              | Noorwegen              | 4              |  |  | 4           | Noorwegen        | 2           |  |  |              |              |              |  |           |           |             |        |
| 13             | Japan                  | 0              |  |  |             |                  |             |  |  |              |              |              |  |           | 4         | Noorwegen   | 3      |
| 3              | Italië                 | 2              |  |  |             |                  |             |  |  |              |              |              |  |           | 10        | Zweden      | 1      |
| 14             | Finland                | 2              |  |  | 3           | Italië           | 1           |  |  |              |              |              |  |           |           |             |        |
| 6              | Duitsland              | 3              |  |  | 6           | Duitsland        | 3           |  |  |              |              |              |  |           |           |             |        |
| 11             | Verenigd Koninkrijk    | 1              |  |  |             |                  |             |  |  | 6            | Duitsland    | 2            |  |           |           |             |        |
| 7              | Slovenië               | 1              |  |  |             |                  |             |  |  | 10           | Zweden       | 2            |  |           |           |             |        |
| 10             | Zweden                 | 3              |  |  | 10          | Zweden           | 2           |  |  |              |              |              |  | 3e plaats | 3e plaats | 3e plaats   |        |
| 2              | Oostenrijk             | 4              |  |  | 2           | Oostenrijk       | 2           |  |  |              |              |              |  |           | 1         | Zwitserland | 2      |
| 15             | België                 | 0              |  |  |             |                  |             |  |  |              |              |              |  |           | 6         | Duitsland   | 2      |